# تحصیل پوران
تحصیل پوران (به انگلیسی: Puran Tehsil) یک تحصیل در پاکستان است که در ناحیه شانگله واقع شده‌است.